# 谷口知平
谷口 知平（たにぐち ともへい、1906年4月19日 - 1989年11月8日）は、日本の法学者（民法）。大阪市立大学名誉教授。法学博士（京都大学・論文博士・1949年）（博士論文「不当利得の研究」）。日本学士院会員。京都府出身。末川博門下。

## 経歴
- 1929年 京都帝国大学法学部卒業。同年、大阪市立商科大学助教授。
- 1942年 大阪市立商科大学教授
- 1949年 大阪市立大学教授、法学博士（京都大学）（博士論文「不当利得の研究」）の学位取得
- 1970年 大阪市立大学定年退官、同大学名誉教授、龍谷大学教授
- 1977年 日本学士院会員
- 1987年 龍谷大学退職
- 1989年 逝去

## 人物
京都市下京区木屋町仏光寺で誕生、山紫水明処の隣の屋敷で育つ。幼少時、祇園祭の長刀鉾の稚児を3年間務めた。民事訴訟法学者である谷口安平は知平の次男、裁判官の谷口安史は孫に当たる。
京都府立京都第一中学（現：京都府立洛北高等学校・附属中学校）を4年間を通して首席で卒業、三高へ進学。京都帝国大学においても当時は18課目を履修すれば卒業できるところ40課目を履修し、さらに平均点首位で卒業した。
1928年、谷口は京大の助手および九州帝国大学の助教授のポストを選ぶことができたが、大学4年の5月に、京都帝国大学経済学部教授であり、新設の大阪市立商科大学学長に就任することが内定していた河田嗣郎から新設大学の初期スタッフとして直接に指名を受け、卒業後直ちに大阪市立商科大学助教授に就任する。谷口は、その後京大から幾度も招聘を受けたがこれを固辞し続け、定年まで大阪市立大学（大阪市立商科大学）に在籍した。
谷口の民法学における代表的研究は『不当利得の研究』および『不法原因給付の研究』にまとめられており、特に『不当利得の研究』は我が国で最初に不当利得全体を取り扱った研究書として高く評価され、我妻栄にも強い影響を与えている。この分野における谷口の功績を称えるため、谷口の還暦記念論文集『不当利得・事務管理の研究』全三巻では全国の学者より事務管理・不当利得分野を網羅した多くの論文が捧げられた。
日本の民法のコンメンタールとして最も定評のある『注釈民法』の編集代表を務めた。同じく編集代表であった中川善之助および柚木馨の死去に伴い、新版である『新版注釈民法』では編集代表の筆頭に名前が置かれた。
谷口は宗教法の研究のパイオニアとしても著名である。寺檀紛争や墓地紛争など宗教関連の紛争が実際に社会に多く存在していることに着目し、民法の規定などから独立した宗教法の規範性や慣習法的法源性が存在することを日本で初めて提唱した学者として評価される。

## 著書
- 『英米契約法原理』（有斐閣、昭和7年）
- 『日本親族法』（弘文堂、昭和10年、復刻版昭和64年）
- 『仏蘭西民法Ⅰ人事法』（有斐閣、昭和14年）
- 『不当利得の研究』（有斐閣、昭和24年、再版昭和40年）
- 『不法原因給付の研究』（有斐閣、昭和24年、第三版昭和45年）
- 『新民法要説』（有斐閣、昭和24年）
- 『親子法の研究』（有斐閣、昭和31年）
- 『戸籍法（法律学全集25-Ⅰ）』（有斐閣、昭和32年、第三版昭和60年）
- 『家族法判例研究』（有斐閣、昭和56年）
- 『民法論第一巻』（有斐閣、昭和63年）
- 『民法論第二巻』（有斐閣、平成元年）
- 『民法論第三巻』（有斐閣、平成2年）
- 『民法論第四巻』（有斐閣、平成3年）

### 編著
- 『注釈民法第1巻』（有斐閣、昭和39年）
- 『注釈民法第13巻』（有斐閣、昭和41年）
- 『注釈民法第18巻』（有斐閣、昭和51年）
- 『注釈民法第25巻』（有斐閣、昭和45年）
- 『新版注釈民法第1巻』（有斐閣、昭和62年、改訂版平成14年）
- 『新版注釈民法第13巻』（有斐閣、平成8年、補訂版平成18年）
- 『新版注釈民法第18巻』（有斐閣、平成元年）
- 『新版注釈民法第27巻』（有斐閣、昭和63年、補訂版平成25年）

### 記念論文集
- 谷口知平教授還暦記念発起人編『谷口知平教授還暦記念／不当利得・事務管理の研究』(1)(2)(3)（有斐閣、1970、1971、1972年）
- 林良平・甲斐道太郎編『谷口知平先生追悼論文集』(1) (2) (3)（信山社、1993年）